# Bangra Manjeshwar
Bangra Manjeshwar es una ciudad censal situada en el distrito de Kasaragod en el estado de Kerala (India). Su población es de 5791 habitantes (2011). Se encuentra a 27 km de Kasaragod y a 22 km de Mangalore.

## Demografía
Según el censo de 2011 la población de Bangra Manjeshwar era de 5791 habitantes, de los cuales 2841 eran hombres y 2950 eran mujeres. Bangra Manjeshwar tiene una tasa media de alfabetización del 91,99%, inferior a la media estatal del 94%: la alfabetización masculina es del 96,52%, y la alfabetización femenina del 87,72%.